# 쾅구 (양취안시)
쾅구(중국어: 矿区, 병음: Kuàng Qū)는 중화인민공화국 산시성 양취안시의 행정구역이다. 넓이는 10km2이고, 인구는 2007년 기준으로 240,000명이다.

## 행정 구역
6개 가도를 관할한다.
- 가도: 平潭街街道, 桥头街道 , 蔡洼街道, 赛鱼街道, 沙坪街道, 贵石沟街道